# Katueté
Katueté es un municipio y ciudad de Paraguay que se encuentra en la zona central del Departamento de Canindeyú. El distrito fue creado por ley n.° 342/94 el 24 de mayo de 1994. Se encuentra ubicado a 362 km de la ciudad de Asunción, sobre la Ruta PY 03 "General Elizardo Aquino"
El nombre de Katueté se atribuye al doctor Alejandro Encina Marín, quien en un recorrido con los propietarios por la zona buscando un sitio adecuado para la creación de un centro urbano, expresó al llegar al lugar en idioma guaraní «katueté voi, ko ape oî porâta», a la afirmación de los dueños sobre las bondades de la ubicación de ese sitio.

## Geografía
La denominada “zona alta” ha experimentado un notable desarrollo, desde la perspectiva concreta del aspecto físico, se distingue claramente, valles que se muestran muy adecuados para las actividades agropecuarias, comprende esencialmente terrenos planos y ondulados, con tierras muy aptas para la agricultura.
Limita al norte con Corpus Christi y Álvarez; al sur con Nueva Esperanza; al este con Álvarez; y al oeste con Corpus Christi y Ybyrarobaná.

## Hidrografía
En la zona son tributarios importantes del Río Paraná, el Río Carapá, además la bien regada región cuenta en su territorio con numerosos cursos de agua, como los arroyos Tayi Caré y el arroyo Itabó, entre otros pequeños afluentes de agua que riegan la región. 

## Clima
Posee un clima subtropical, con un promedio anual de 21 °C y con una mínima media de 15 °C. Durante el verano se registran temperaturas de hasta 41 °C, mientras que en el invierno se observan mínimas de hasta 0 °C. En cuanto a las precipitaciones, presentan lluvias abundantes, con un promedio que oscila entre 1.600 y 1.700 mm, siendo el mes de mayo el más lluvioso y el mes de junio el más seco. 

## Demografía
Según los datos proveídos por el censo paraguayo de 2022, su población total asciende a 10 774 habitantes. 

## Economía

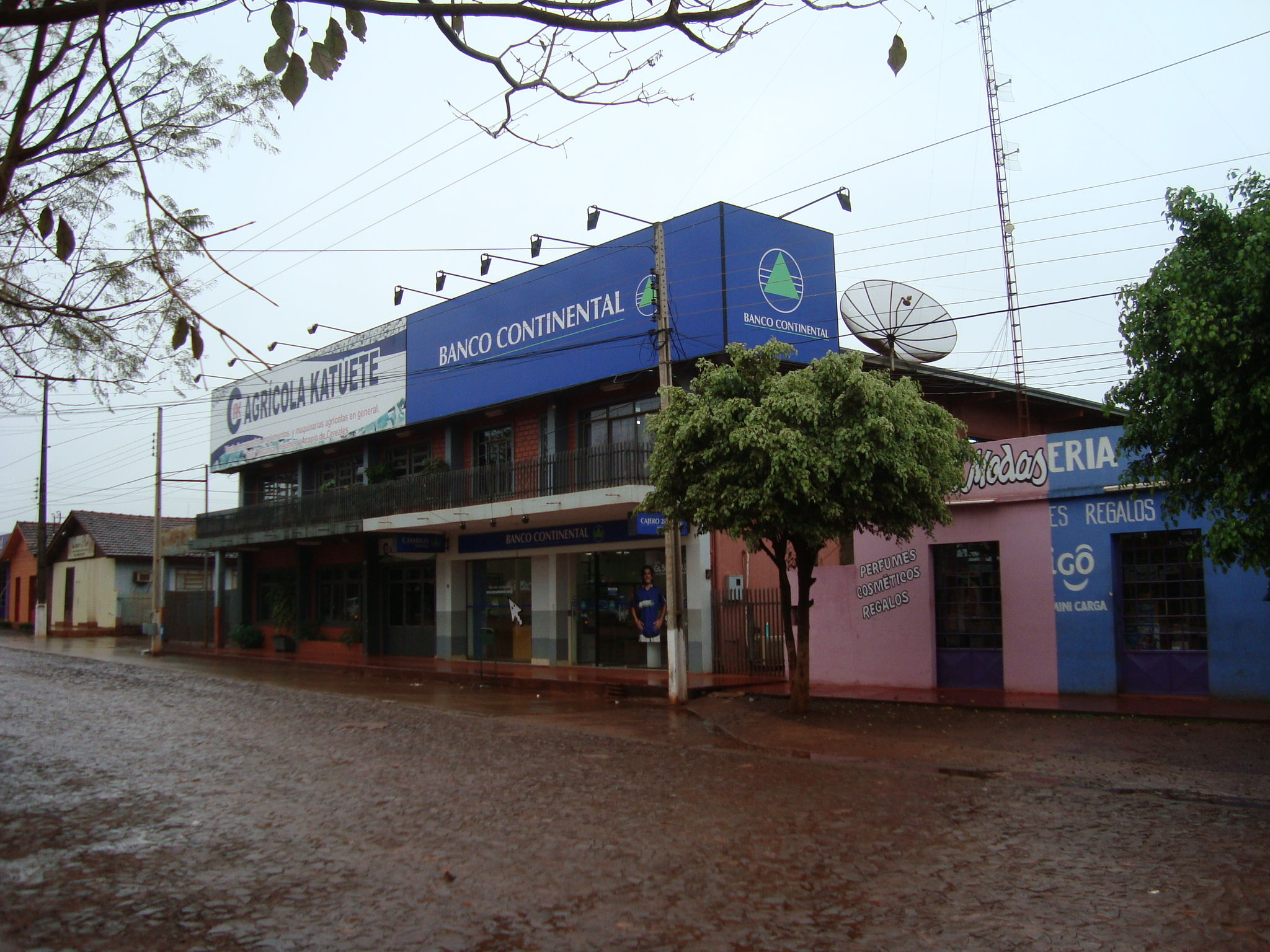
Katueté

Estas tierras son fértiles para el cultivo, y están en su mayoría habitadas por colonos brasileños. Todas estas tierras pertenecían a La Industrial Paraguaya, y fueron adquiridas por el grupo Lunardelli en los finales de los años sesenta.
En la zona el principal cultivo es la soja, el trigo y la mandioca, constituyendo un importante eslabón en la producción agrícola paraguaya y también un centro de desarrollo de un nuevo componente cultural, por la presencia de los llamados brasiguayos, descendientes paraguayos de colonos brasileños asentados en la zona.
En la zona operan varios aserraderos. En Katueté funcionan procesadoras de mandioca con inversión privada brasileña. La capacidad promedio de acopio de la materia prima oscila entre 200 toneladas por día. Otras industrias menores funcionan discretamente en los distritos de la región.

## Infraestructura
La principal vía de comunicación terrestre es la Ruta PY03, que la conecta con Salto del Guairá y Asunción, y con otras localidades del departamento y del país. El 70% de los caminos es terraplenado y el 30% asfaltado. Cuenta con un centro de salud y no incluye dispensarios en colonias indígenas. Gran parte de la población de nacionalidad brasileña recure a los servicios de salud en el Brasil.
Está habilitada la digitalización de las centrales telefónicas de Salto del Guairá, Francisco Caballero Álvarez, Corpus Christi, Nueva Esperanza, Katueté y Curuguaty. Está favorecida con los servicios telefónicos de Copaco y los de telefonía móvil, además cuenta con otros varios medios de comunicación y a todos los lugares llegan los diarios capitalinos.